# Max Kuschel

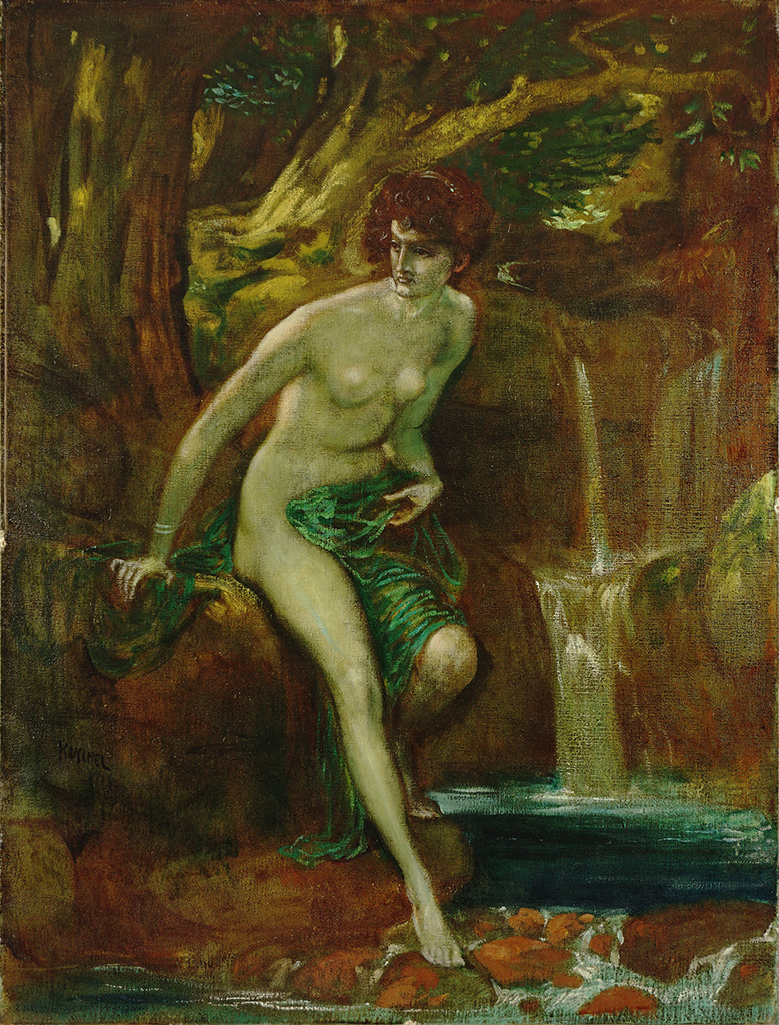
Quellnymphe

Maximilian Robert Otto Kuschel (* 18. Oktober 1862 in Breslau; † 18. September 1935 in München) war ein deutscher Maler.
Max Kuschel studierte Malerei 1879–1882 an der Königlichen Kunstschule in Breslau, 1882–1885 an der Akademie in Berlin, 1885–1888 an der Akademie in München bei Alexander von Liezen-Mayer. Kuschel wurde zum Professor an der Akademie für bildende Künste in München berufen und war seit 1888 Mitglied der Münchener Secession.
Gemälde von Max Kuschel befinden sich in zahlreichen privaten und öffentlichen Sammlungen (u. a. Staatsgalerie München, Schleißheim, Würzburg und Breslau).